# 柯爾特M1903袖珍擊錘內置式半自動手槍
柯爾特M1903“袖珍擊錘內置式”是一款由美国著名枪械設計師约翰·勃朗宁所設計、並且由柯爾特專利槍械生產公司在20世紀初期生產的單動操作、擊錘內置式半自動手槍，發射.32 ACP口徑手枪子彈；而柯爾特M1908“袖珍擊錘內置式”則是五年後推出的.380 ACP口徑衍生型。儘管英语名稱為“Hammerless”，但M1903確實裝有擊錘。只是，擊錘被遮蓋及隱藏在套筒的後部下方。這樣射手可將手槍快速而且順暢地從口袋中取出來，而不會被擊錘所掛扯。
附帶一提，它（在M1903）的設計與柯爾特M1903袖珍擊錘型或是FN M1903手槍，以至M1903春田步槍都毫無關係；而M1908方面亦與柯爾特M1908袖珍背心型無關。

## 歷史
從1903年到1945年之間，總共生產了大約570,000把柯爾特袖珍擊錘內置式手槍，其中有五種不同樣式。從第二次世界大战到1970年代之間，其中一部份還被發配給美国陆军和美国空军將領；直到1972年，岩島兵工廠—柯爾特M15將官型號（M1911A1的緊湊型）取代了這些手槍型號。在1920年代和1930年代，M1908既獲上海公共租界工部局警務處向所屬警察所發配，亦是美國警察（例如波士頓警察局）當中一款流行的型號。
由於M1903型和M1908相對較小並且易於隱藏，因此除了合法持有者以外，它們亦受到第二次世界大戰以前時期的眾多歹徒所青睞。據說艾爾·卡彭的外套口袋裡就藏有一柄，而邦妮·帕克（Bonnie Parker）亦將一柄該手槍收藏到她的大腿上、走私到監獄以後，將克萊德·巴羅從監獄中解救出來。1934年7月22日，銀行劫匪约翰·迪林杰在比沃格拉夫劇院以外一條巷子被联邦调查局特工擊斃時，正攜帶著該款手槍；而另一位著名的銀行搶劫犯威利·薩頓於1952年2月18日，在布鲁克林区被警察拘捕時，亦帶著一柄該款手槍。
附注：.38 ACP口徑的柯爾特M1903袖珍擊錘型的設計，與本文主題的袖珍擊錘內置型無關。而FN M1903手槍的設計雖與柯爾特袖珍擊錘內置型有關，但由於它所發射的9×20毫米白朗寧長彈，因而使其物理尺寸較大。

### 將官型號
將官型號經常刻有該軍官的名字。接收該手槍的將軍包括艾森豪威尔、布拉德利、马歇尔和巴顿。巴顿所用的M1908還在其握把側板以上點綴了三顆（後增至四顆）星，以表示他的军衔。它倆都配有高檔皮革製槍套、附有金色金屬扣的皮革手槍腰帶、附有金色金屬配件的手槍掛繩和配以金色金屬緊固件的皮革製雙口袋彈藥袋。它們採用赤褐色或黑色皮革（取決於職務和法規），並且由艾奇遜皮革製品或希柯克所製造。隨手槍還包括一根清潔棒和兩具備用彈匣。將官們都獲發配了.380 ACP口徑的M型，直到1950年，庫存用完為止。那時，它倆被替換為.32口徑型號，直到1972年時亦被取代。袖珍擊錘內置式由岩島兵工廠所生產的.45 ACP口徑M15半自動手槍所取代。如今，袖珍擊錘內置型由美國軍械廠在柯爾特的授權以下生產。

## 設計

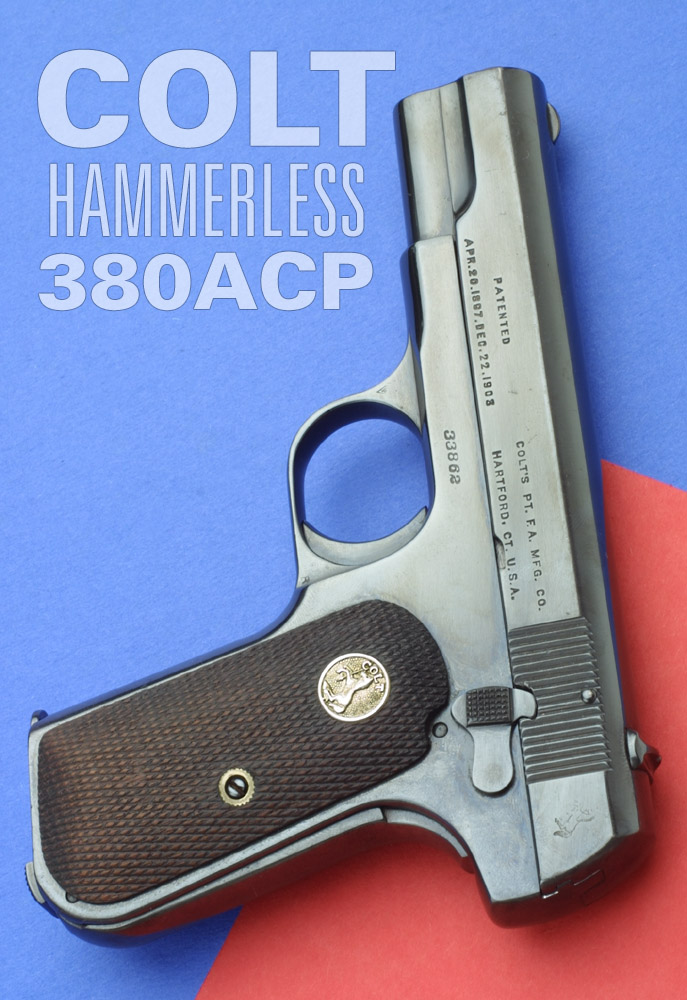
.380 ACP口徑的柯爾特M1908袖珍擊錘內置型。它的序列號生產日期為1919年。

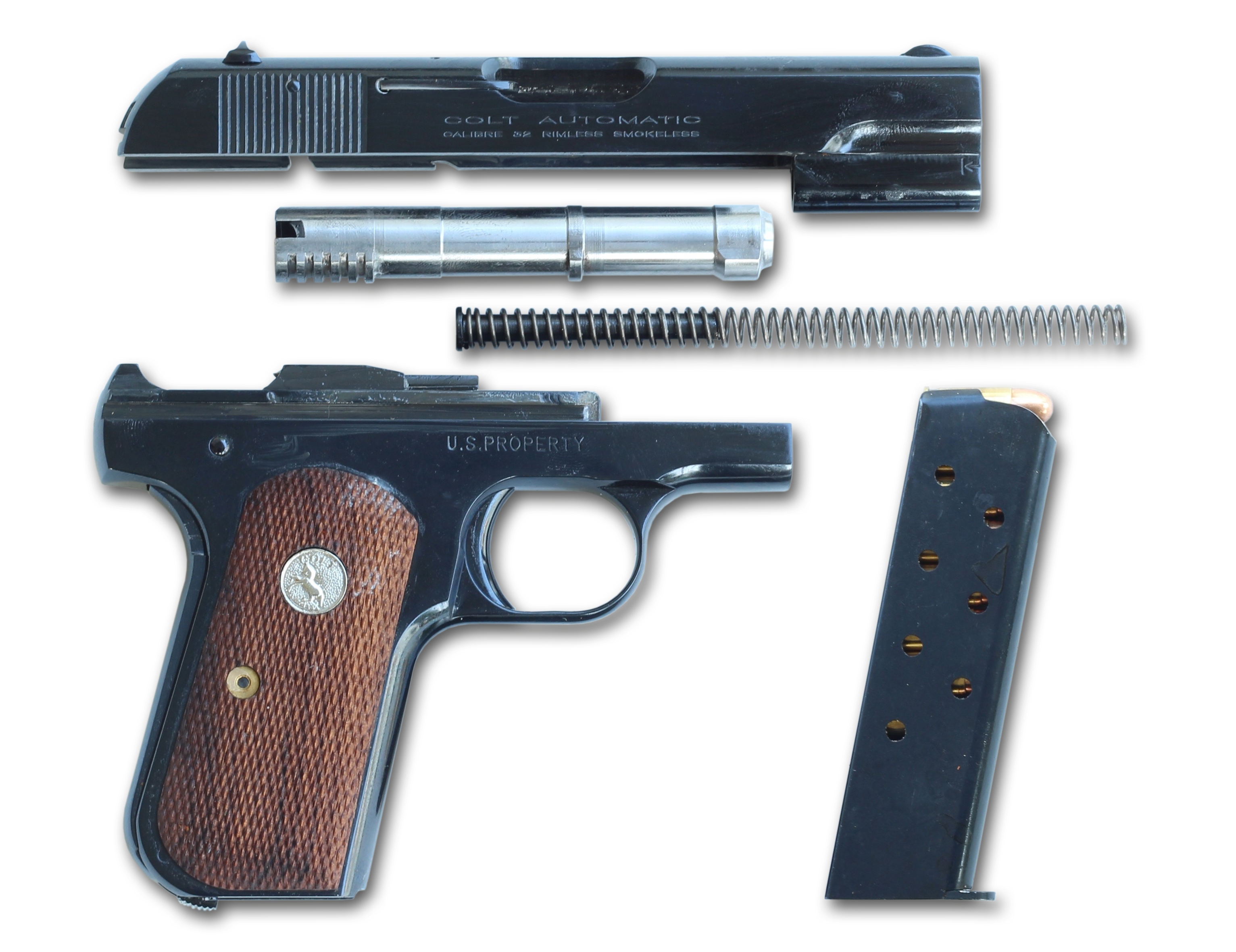
這是柯爾特“美國軍械庫”再版型M1903袖珍型號。除了1926年附加的彈匣釋放扣以外，它的所有主要部件都獲得更新。其拆卸清洗類似於1906年的柯爾特.25“背心袖珍”手槍，但要容易得多。

事實上，這把手槍仍然是以擊錘敲打並將撞針驅動到中央式底火彈藥的底火中而擊發的。只是擊錘被套筒的後部所覆蓋。英语當中的“Hammerless”名號僅僅是廣告上的定名，藉以指出該手槍對隱蔽攜帶的特殊適用性。特殊功能包括鋸齒狀防滑紋的套筒以防止在徒手拉動套筒的過程中打滑，以及兩個保險機構（握把保險和手動保險）。握把保險裝置是一個彈簧支撐件，構成了手槍的背板。握把保險（雖不僅限於此卻）是柯爾特自動手槍的典型特徵。該保險位於手槍握把背部，必需按壓才可發射以減低了走火機會。後期型號追加了彈匣保險；這個功能可防止手槍膛室內有一發子彈而彈匣已經拆卸以下擊發。
1908年，該手槍的.380 ACP口徑版本上市。獲命名為M1908，除了膛徑和彈匣只能容納7發子彈（比M1903少一發）以外，它與M1903幾乎相同。
握把面板為黑色格紋硬質橡膠、格紋核桃木或特殊訂購的材料（如象牙、珍珠母，或是嵌花紀念章）所製成。
該槍設有固定式準星，以及可根據風偏進行漂移調節的照門。
金屬表面可選发蓝或上镍處理，以至某些特殊訂購的表面處理（如雕刻、鍍銀或镀金）。

## 衍生型
- 1式：整體式槍管襯套，4英寸槍管，無彈匣保險，序列號為1至71,999。[2]
- 2式（.32口徑）：分裝式槍管襯套，33⁄4英寸槍管；1908年至1910年間生產，序列號為72,000至105,050。[2]
- 2式（.380口徑）：分裝式槍管襯套，33⁄4英寸槍管；1908年至1910年間生產，序列號為001至6,250。[2]
- 3式：整體式槍管襯套，33⁄4英寸槍管；1910年至1926年間生產，序列號為105,051至468,789。[2]
- 4式：整體式槍管襯套，33⁄4英寸槍管，追加了彈匣保險。[2]
- 5式：整體式槍管襯套，33⁄4英寸槍管，軍用型瞄準具，商業型和“美國財產”型號都裝有彈匣保險。序列號為468,097至554,446。[2]

當中還有一類M1903版本具有軍用型磷化塗層，如無則與4式序列號554,447至572,214相同。

## 瑣事
1945年9月11日，日本前首相兼甲级战犯東條英機因日军战争罪行被捕之前，曾企圖使用柯爾特M1903自殺未遂。結果東條仍被定罪並於1948年12月23日以绞刑處決。而東條企圖用於自盡的手槍目前在弗吉尼亚州諾福克市的麥克阿瑟紀念堂以內展出。

## 資料來源
1. ↑  馬薩德·阿約布（英语：Massad Ayoob）. . Iola, Wisconsin: Gun Digest Books. 2012: 128. ISBN 1-4402-2869-8.[]
2. 1 2 3 4 5 6 7 8 9 10 11 12 13  . Iola, Wisconsin: Gun Digest Books. 2007: 132. ISBN 1-4402-2697-0. Authors list列表中的|first1=缺少|last1= (帮助)[]
3. ↑  加里·詹姆斯（英语：Garry James (journalist)）, , 槍與彈藥雜誌（英语：Guns & Ammo）, August 2016: 82–94

## 外部連結
- （英文）—. Coltautos.com.   [2012-06-01]. （原始内容存档于2012-05-30）.
- （英文）—. Unblinkingeye.com.   [2012-06-01]. （原始内容存档于2020-11-27）.
- （英文）—Colt pistol hammerless model 1903 (infographic tech. drawing) （页面存档备份，存于）
- （英文）—. U.S. Armament Corp.   [August 1, 2016]. （原始内容存档于September 16, 2018）.